# Formelmasse
Als Formelmasse (früher Formelgewicht) bezeichnet man bei einer Ionenverbindung die Summe der Atommassen der verhältnismäßig am Aufbau beteiligten Atome. Sie findet ihre Entsprechung in der Molekülmasse bei Molekülen. Man kann bei Ionenkristallen nicht von Molekülmasse sprechen, da das gesamte Kristall ein Molekül darstellen würde und die Masse somit von der Größe des Kristalls abhängen würde. Daher wird bei Ionenkristallen die Masse über die Formeleinheit der beteiligten Atome beschrieben.